# Kuna-Sprache

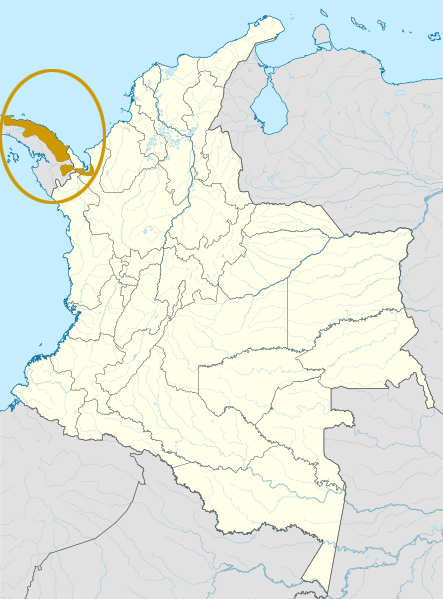
Kuna-Sprache.

Kuna ist eine indigene amerikanische Sprache, die zusammen mit Ngäbere zu den beiden verbreitetsten Chibcha-Sprachen gehört. Sie wird in Panama und Kolumbien von der gleichnamigen Ethnie, den Kuna, gesprochen. Die Zahl der Muttersprachler liegt bei knapp 60.000 Menschen. Es gibt zwei Dialekte: den San-Blas-Dialekt (auch Island Kuna genannt) und den Border- bzw.  Mountain-Kuna-Dialekt.

## Schrift
Kuna wird in einem lateinbasierten Alphabet geschrieben:
| Kuna | Kuna | Kuna | Kuna | Kuna | Kuna | Kuna | Kuna | Kuna | Kuna | Kuna | Kuna | Kuna | Kuna | Kuna | Kuna | Kuna | Kuna | Kuna | Kuna | Kuna | Kuna | Kuna | Kuna | Kuna | Kuna |
| ---- | ---- | ---- | ---- | ---- | ---- | ---- | ---- | ---- | ---- | ---- | ---- | ---- | ---- | ---- | ---- | ---- | ---- | ---- | ---- | ---- | ---- | ---- | ---- | ---- | ---- |
| a    | e    | i    | o    | u    | b    | d    | g    | l    | m    | n    | r    | s    | w    | y    | mm   | nn   | ns   | ts   |      |      |      |      |      |      |      |
| IPA  |      |      |      |      |      |      |      |      |      |      |      |      |      |      |      |      |      |      |      |      |      |      |      |      |      |
| ä    | e    | ɪ    | ɣ    | u̟    | p    | d    | g    | l    | m    | n    | ɾ    | s    | v    | j    | mˑ   | nˑ   | nʃ   | tʃ   |      |      |      |      |      |      |      |

## Beispiele
Nuwedi = Danke, Guten Morgen

Nuweigambi = Schön dich zu sehen

Beikeni ginika? = Wie heißt du?

Anugaden... = Ich heiße...

Beiya benega? = Woher kommst du?

Takeimalo = Danke